# MFK Vítkovice
MFK Vítkovice, grundad 1919, är en fotbollsklubb i distriktet Vítkovice i Ostrava, Tjeckien. Klubben spelar säsongen 2020/2021 i den tjeckiska tredjedivisionen. Deras största rival är Baník Ostrava som kommer från samma stad och spelar i högstadivisionen.
Vítkovice hade sin storhetstid under 1980-talet och första halvan av 1990-talet, då de spelade i den tjeckoslovakiska förstaligan. Klubben vann sin första och hittills enda titel säsongen 1985/1986, då de stod som tjeckoslovakiska ligamästare strax före storklubben Sparta Prag. Två år senare tog sig Vítkovice till kvartsfinal i Uefacupen, efter att bland annat ha slagit ut svenska AIK i första omgången. I kvartsfinalen blev de utslagna av blivande finalisterna Espanyol från Spanien som vann med totalt 2–0 över två matcher.
Efter Tjeckoslovakiens upplösning har Vítkovice återkommande haft ekonomiska problem. 2011 drog sig klubben ur tredjedivisionen efter halva säsongen på grund av insolvens och skulder på över 15 miljoner tjeckiska kronor. Vítkovice fick därefter börja om i de regionala serierna.

## Meriter
- Tjeckoslovakiska förstaligan (1): 1985/1986